# Prkos (żupania zadarska)
Prkos – wieś w Chorwacji, w żupanii zadarskiej, w gminie Škabrnja. W 2011 roku liczyła 363 mieszkańców.